# واکوتویوق (خونین)
واکوتویوق (به اسپانیایی: Waqutuyuq) یک کوه در پرو است که در منطقه خونین واقع شده‌است. واکوتویوق ۴٬۲۰۰ متر بالاتر از سطح دریا واقع شده‌است.